# Gävle Tomas distrikt
Gävle Tomas distrikt är ett distrikt i Gävle kommun och Gävleborgs län. Distriktet omfattar de sydvästra delarna av tätorten Gävle (Sörby, Fridhem, Höjersdal, Andersberg och delar av Olsbacka och Södertull) samt ett område längre söderut på andra sidan E4:an.

## Tidigare administrativ tillhörighet
Distriktet inrättades 2016 och utgörs av en del av det område som före 1971 utgjorde Gävle stad i dess omfattning före 1969.
Området motsvarar den omfattning Gävle Tomas församling hade vid årsskiftet 1999/2000 och som den fick 1978 efter utbrytning ur Gävle Heliga Trefaldighets församling.

## Tätorter och småorter
I Gävle Tomas distrikt finns en tätort men inga småorter.

### Tätorter
- Gävle (del av)